# John Leibrecht
John Joseph Leibrecht (ur. 8 sierpnia 1930 w Overland, Missouri) – amerykański duchowny katolicki, biskup Springfield-Cape Girardeau w latach 1984-2008.

## Życiorys
Do kapłaństwa przygotowywał się w Kenrick–Glennon Seminary w St. Louis. 17 marca 1956 otrzymał święcenia kapłańskie z rąk abpa Josepha Rittera i inkardynowany został do archidiecezji St. Louis. W roku 1961 uzyskał doktorat z filozofii na Katolickim Uniwersytecie Ameryki.
20 października 1984 papież Jan Paweł II mianował go ordynariuszem diecezji Springfield-Cape Girardeau. Sakry udzielił mu metropolita John May. 24 stycznia 2008 przeszedł na emeryturę.